# Pseudomonardia australis
Pseudomonardia australis är en tvåvingeart som beskrevs av Jaschhof 2003. Pseudomonardia australis ingår i släktet Pseudomonardia och familjen gallmyggor. Inga underarter finns listade i Catalogue of Life.